# 罗伯托·拉巴尔贝拉
罗伯托·拉巴尔贝拉（義大利語：Roberto La Barbera，1967年2月25日—），意大利男子田径运动员。他曾代表意大利参加2000年、2004年、2008年和2016年夏季残疾人奥林匹克运动会田径比赛，其中2004年夏季残奥会获得一枚银牌。